# Missionari domestici d'America
I Missionari Domestici d'America (in latino Societas Missionariorum Domesticorum Americae) sono una società clericale di vita apostolica di diritto pontificio: i membri della società pospongono al loro nome la sigla G.H.M. (dall'inglese Glenmary Home Missioners).

## Storia
Nel 1936 William Howard Bishop (1886-1953) suscitò un acceso dibattito negli ambienti ecclesiastici pubblicando su The american ecclesiastical review un articolo per denunciare la carenza di sacerdoti nelle zone rurali degli Stati Uniti d'America: con il patrocinio dell'arcivescovo di Cincinnati John Timothy McNicholas (1877-1950), nel 1939 padre Bishop fondò a Cincinnati una nuova congregazione con il fine di evangelizzare le genti non cattoliche d'America.
I membri della società, negli Stati Uniti, sono conosciuti come Missionari di Glenmary (fusione delle parole Glendale, il sobborgo di Cincinnati dove la congregazione ha sede dal 1971, e Mary, cioè la Vergine Maria, patrona della compagnia).
La Santa Sede approvò le costituzioni della società il 18 giugno 1947: i missionari di Glenmary ricevettro il pontificio decreto di lode il 27 gennaio 1962.

## Attività e diffusione
I padri di Glenmary svolgono la loro opera di apostolato a favore delle popolazioni rurali degli Stati Uniti: fondano stazioni missionarie nelle zone da evangelizzare e si avvalgono delle stazioni televisive e delle radio locali per diffondere il loro messaggio.
Sono presenti in Alabama, Arkansas, Kentucky, Mississippi, Oklahoma, Virginia e Virginia Occidentale: la sede generalizia è a Cincinnati.
Al 31 dicembre 2005, la società contava 1 casa e 69 membri, 50 dei quali sacerdoti.